# Betriebspension
Als Betriebspension wird eine betriebliche Altersvorsorge bezeichnet, die mit den Jahren der Betriebszugehörigkeit steigt und zur Erhöhung der – oft relativ niedrigen – staatlichen Altersrente bzw. Pension beitragen soll.
In Zeiten der Überalterung und damit notwendig werdender Rentenreformen sollen betriebliche Vorsorgemodelle nach dem Wunsch vieler Politiker zur "Dritten Säule der Altersversorgung" (neben staatlicher und privater Pensionsvorsorge) werden.
Der in Österreich vorwiegend gebrauchte Begriff Betriebspension entspricht im Wesentlichen dem in Deutschland gebräuchlichen Wort Betriebsrente. Ansprüche auf Betriebspensionen bzw. -renten sollen in Zukunft auch bei mehreren Wechseln des Arbeitgebers als "Rucksack" mitgenommen werden können.
Siehe auch:
- Pensionsversicherung, gesetzliche Rentenversicherung
- Zuschuss, Mindestpension, Riester-Rente